# Watertoren (Breda Speelhuislaan)
De Watertoren aan de Speelhuislaan in de wijk Belcrum en naast de nieuwe wijk Havenkwartier in het stadsdeel Breda Noord in Breda is de tweede watertoren in de stad. Deze watertoren is gebouwd in 1934 en in 1935 in gebruik genomen. Al in 1932 heeft de gemeenteraad van Breda gedacht aan een tweede toren, omdat de eerste toren aan de Wilhelminasingel niet genoeg capaciteit had voor de groeiende stad.
In de tijd dat deze toren werd getekend en gebouwd, was soberheid troef, het was crisistijd. De toren zou een industrieel bouwwerk moeten worden, zonder al te veel poespas. De directeur van de gemeentelijke dienst Openbare Werken, Ir. P.A.H. Hornix, was verantwoordelijk voor een vormgeving die aansloot bij de ook door hem ontworpen nieuwe woonwijk Belcrum. De "stadsbouwmeester" Hornix vond dat de toren als silhouet in het stadsbeeld moest voldoen aan redelijke eisen en een behoorlijk bouwwerk op zich moest zijn.
Uiteindelijk gaf de gemeenteraad toe. Rondom een stevige betonconstructie werd een schil van handgevormde baksteen opgetrokken. Deze constructie was voor deze tijd modern. De bakstenen waren roodbruin van kleur. De schil werd uiteindelijk ook met ornamenten versierd, hierbij werd Zweeds graniet, staal en koper gebruikt.
Voor verdere versiering werd de beeldhouwer Gerard van Aalst ingeschakeld, die aan de buitenkant boven de ingang twee reliëfs maakte van Franse kalksteen. De bovenste bevat een afbeelding van de engel uit het wapen van Breda.
De stijl waarin de toren is gerealiseerd, is die van de Amsterdamse School. De praktische functie die het gebouw moest vervullen werd onderstreept met een strakke vormgeving ("vorm volgt functie"). Het elegante trappenhuis geeft doordat het tegen de ronde toren is aangebouwd een eigen sfeer aan het bouwwerk.
Het silhouet van de toren mocht geen afbreuk doen aan het stadssilhouet. Hierdoor kreeg de directe omgeving van de toren ook een ander aanzien. Het werd een parkje, waarvan tegenwoordig een deel in gebruik is als een parkeerplaats.

## Technische gegevens en andere noemenswaardige gegevens
- De hoogte van het gebouw is 41,80 meter.
- De diameter (doorsnede) van de ronde toren bedraagt 17 meter.
- Onder het waterreservoir bevindt zich een lekvloer.
- Rond de lekvloer loopt een uitkijkgalerij (belvedere) met ronde ramen. Deze heeft tijdens de Duitse bezetting van Nederland (1940-'45) in de Tweede Wereldoorlog dienstgedaan als uitkijkpost voor de luchtbescherming.
- De koperen dakbedekking van de lantaarn is in diezelfde periode gesloopt en vervangen door een betonnen dak, dat groen werd geschilderd.
- De vijver bij de toren doet dienst als overstort. Deze wordt door een keermuur van 48 meter begrensd.